# Pero Banhos
Pero Banhos è un atollo delle isole Chagos, situato nella parte più settentrionale dell'arcipelago.

## Geografia
L'atollo ha forma quadrangolare (28 km in direzione est-ovest e 26 km in direzione nord-sud) ed è costituito da una laguna centrale (superficie di 503 km²) limitata da una barriera corallina affiorante sui lati nord, est e ovest, e sommersa sul lato sud. Si compone di 32 piccole isole sabbiose, con un'estensione complessiva delle terre emerse di 13 km², coperte da vegetazione tropicale, in particolare palme da cocco. Alcune delle isole hanno cambiato aspetto a confronto con la prima rilevazione cartografica del 1837.
L'atollo dista 40 km dall'atollo più ampio dell'arcipelago, il Great Chagos Bank, ed è 24 km a ovest dell'atollo più prossimo dello stesso arcipelago (isole Salomone dell'arcipelago delle Chagos); si trova inoltre a 205 km a nord-ovest dell'isola più grande dell'arcipelago (isola Diego Garcia).
L'isola più settentrionale dell'atollo Pero Banhos, l'isola Yéyé. È la più vicina dell'arcipelago alle Maldive, a 523 km verso nord.
Tutto l'arcipelago appartiene al Territorio britannico dell'Oceano Indiano, ma è rinvedicato dalle Mauritius.
L'atollo di Peros Banhos è compreso nella riserva naturale dell'arcipelago delle Chagos e in particolare la metà orientale dell'atollo è stata istituita come "riserva naturale stretta" ("Peros Banhos Atoll Strict Nature Reserve"), con proibizione di accesso, di navigazione e di ancoraggio.

### Isole dell'atollo
Le isole dell'atollo sono elencate a partire da sud e in senso orario, con il loro nome francese:
- 'Île Fouquet
- Mapou de l'Île du Coin
- Île du Coin (isola dell'Angolo)
- Île Anglaise (isola Inglese)
- Île Monpâtre
- Île Gabrielle
- Île Poule (isola Gallina)
  - passaggio dell'isola Poule o passaggio Elizabeth (accesso alla laguna interna)
- Petite Soeur (Piccola Sorella)
- Grande Soeur (Grande Sorella)
- Île Finon
- Île Verte (isola Verde)
- isola senza nome
- Île Manon
- Île Pierre
- Île Diable (isola Diavolo)
- Petite Île Mapou (Piccola isola Mapou)
- Grande Île Mapou (Grande isola Mapou)
- Île Diamant (isola Diamante)
  - Moresby channell (accesso alla laguna interna)
- Île de la Passe (isola del Passo)
- Moresby Island
- Île Saint-Brandon
- Île Parasol (isola Parasole)
- Île Longue (isola Lunga)
- Grande Île Bois Mangue (Grande isola Bois Mangue)
- Petite Île Bois Mangue (Piccola isola Bois Mangue)
- Île Manoël
- isolotto senza nome
- isola Yeye
- Petite Île Coquillage (Piccola isola Conchiglia)
- Grande Île Coquillage (Grande isola Conchiglia)
- Coin du Mire
- Île Vache Marine (isola Vacca Marina)
  - passaggio sud (accesso alla laguna interna)

## Storia
L'atollo Peros Banhos venne scoperto nel 1513 dal navigatore portoghese Alfonso de Albuquerque. Nel 1556 venne dettagliatamente descritto da Manoel Rangel in seguito al naufragio del vascello portoghese Conceição: i 165 sopravvissuti con cinque preti cattolici e due donne si rifugiarono su una delle isole, coperta da palme da cocco e si nutrono catturando gli uccelli e le tartarughe e si abbeverano scavando pozzi nella sabbia.
Il capitano britannico Robert Moresby soggiornò nell'arcipelago effettuando una rilevazione cartografica nel 1837
L'atollo era stato abitato a partire dal 1756 da una popolazione creola che lavorava in campo agricolo, in particolare sull'isola du Coin, nel quadro della colonizzazione francese di tutto l'arcipelago delle Chagos. Sull'isola vennero costruite abitazioni e chiese e scuole, raggiungendo i 500 abitanti.
La popolazione indigena (i chagossiani), venne deportata nelle isole Mauritius tra il 1967 e il 1973 in seguito all'installazione di una base militare britannico-statunitense sulla maggiore delle isole Chagos.